# Playa de Bajamar
La Playa de Bajamar es una playa de Vélez-Málaga, en la Costa del Sol de la provincia de Málaga, Andalucía, España. Se trata de una playa aislada de arena oscura y oleaje moderado situada entre la playa de Almayate, al este, y la playa de Valle Niza, al oeste. Tiene unos 800 metros de longitud y unos 25 metros de anchura media y es frecuentada por nudistas. Es una playa con un nivel bajo de ocupación y sin apenas servicios.